# Huastekowie

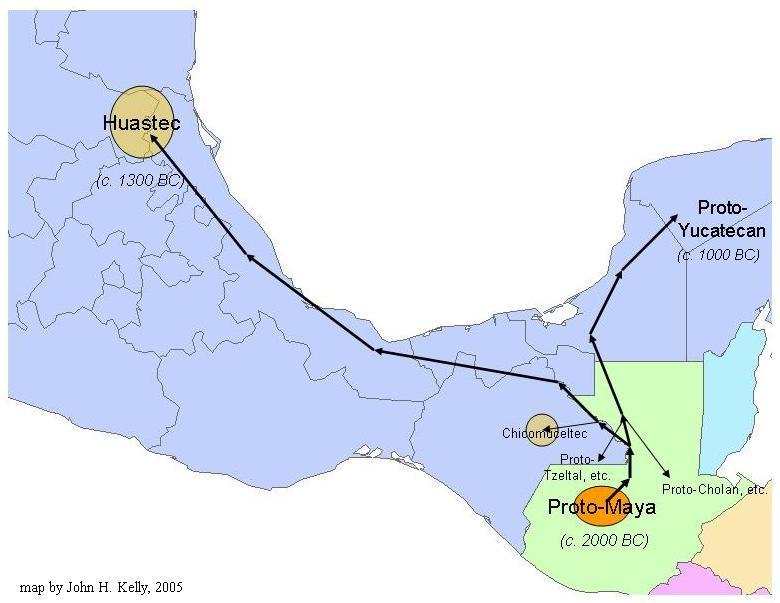
Przypuszczalna trasa wędrówki Huasteków i innych plemion Majów

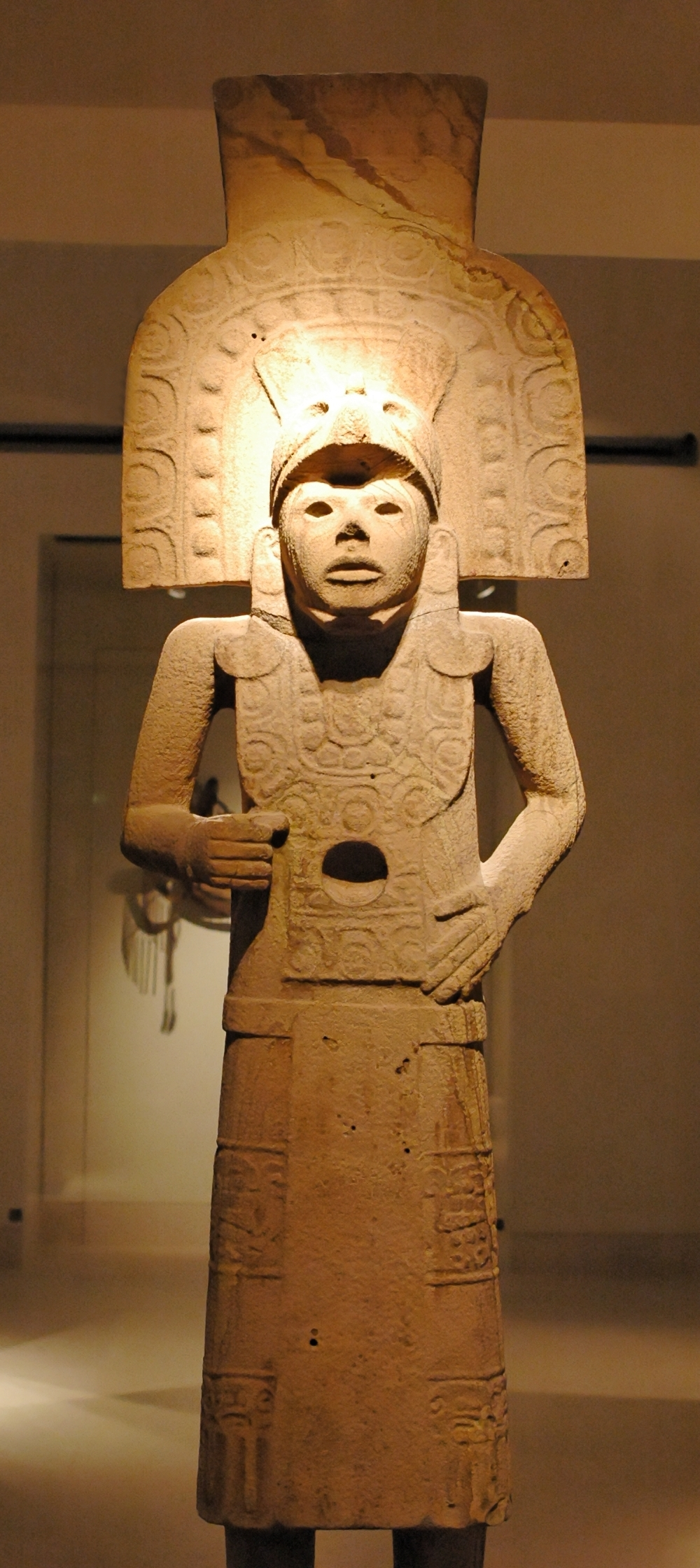
Figura huastecka z okresu XIV/XV w.

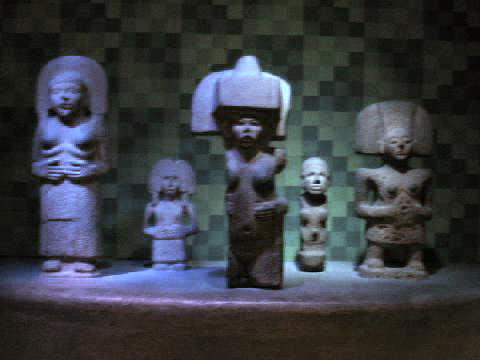
Figurki huasteckie

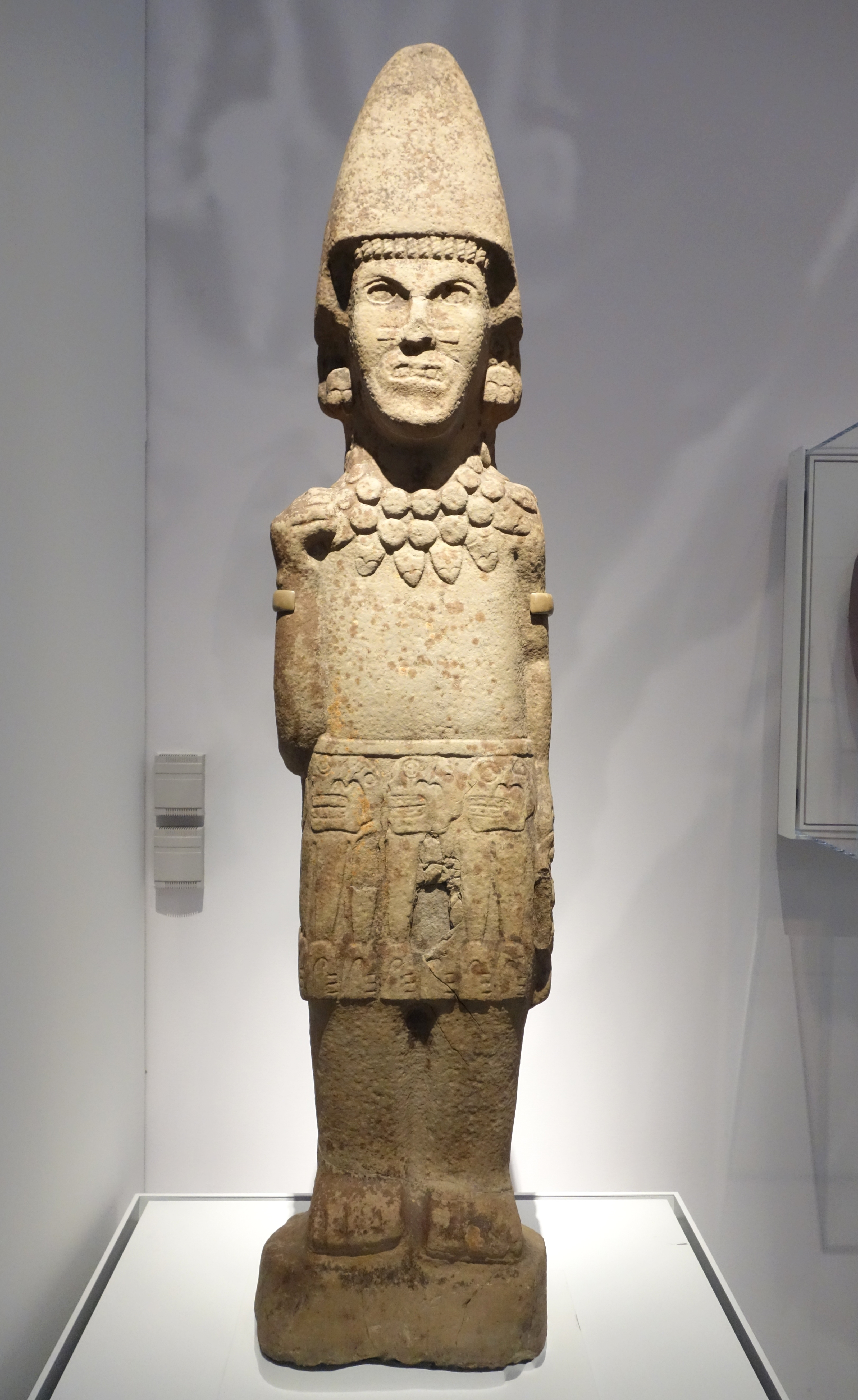
Figura wojownika

Huastekowie (Wastek, nazwa własna Téenek) – Indianie z grupy Majów, zamieszkujący terytoria obecnych meksykańskich stanów: Veracruz, San Luis Potosí i Tamaulipas. Huastekowie różnią się znacznie od innych Majów i są od nich oddzieleni geograficznie. Zajmują się głównie rolnictwem (uprawa kukurydzy, bawełny, kawy, owoców) i hodowlą. Oprócz tego wykonują wyroby włókiennicze i ceramiczne. Większość praktykuje katolicyzm. Posiadają swój własny język huastek (grupa maja-kicze), sami Huastekowie nazywają go teenek. Szacuje się, że populacja Huasteków liczy ok. 80 tys. osób.
Siedziby Huasteków znajdowały się na północ od ziem Totonaków. Nie wiadomo, kiedy tam przybyli, być może między 1300 a 1000 r. p.n.e. Największy rozwój ich kultury przypadał na okres postklasyczny, ok. 800 r. n.e. Uchodzili za dzielnych i okrutnych wojowników. Znalezione okazy broni i zabytków wykonanych z muszli wskazują na kontakty handlowe z ludami zamieszkującymi południową część obecnych Stanów Zjednoczonych.

## Struktura społeczna
Huastekowie przed podbojem hiszpańskim tworzyli szereg małych, wojujących ze sobą państewek, zorganizowanych wokół miast (bichou) z kamiennymi budowlami, będących centrami ceremonialnym i administracyjnymi. Miasta te podzielone były na dzielnice, zwane quachmal. Każde takie państewko rządzone było przez władcę, noszącego tytuł tzalleinic. Władcom towarzyszyli zwykle uzdrawiacze (zitom), wieszczowie (huytom lub zobnax), kupcy (nuhulinc) i rzemieślnicy (zacum). Niektórzy krewni władcy nie przebywali na dworze, ale rezydowali w mniejszych miasteczkach, zwanych quamchalab. Osoby takie mogły nosić tytuł ahjatic („rządzący miasteczkiem”). Tylko tzalleinic mógł posiadać i dziedziczyć ziemię po swoim ojcu. Część ziemi mógł darowywać bliskim krewnym, wydzierżawiać lub przekazywać w użytkowanie wolnym chłopom. Prywatne ziemie władcy były uprawiane przez niewolników. Żyjący w celibacie kapłani zaliczani byli do arystokracji i otrzymywali daninę od poddanych. Jednym z zadań kapłanów była kontrola upływu czasu według 365-dniowego kalendarza słonecznego (tamub) i 260-dniowego kalendarza rytualnego (tzobnalaqui).

## Sztuka i architektura
Architektura Huasteków różni się od pozostawionej przez inne cywilizacje Mezoameryki – piramidy posiadały często zaokrąglone narożniki lub wręcz były koliste w planie. W szczytowym okresie rozwoju ich cywilizacji, miasta Huasteków zajmowały obszary nawet do 220 ha, a niektóre z nich zostały ufortyfikowane. Rezydencje władców budowane były na platformach zaś świątynie – na postumentach lub piramidach. Część budynków zdobiona była muralami. Miasta zaopatrywane były w wodę za pomocą studni artezyjskich. Huastekowie słynęli również z monumentalnej rzeźby, produkcji bogato zdobionych, bawełnianych koców, a także z metalurgii, wykorzystywanej zwłaszcza do wyrobu dzwonków z miedzi. Z miedzi i jej stopów, czyli brązów, nie wykonywali jednak narzędzi, dlatego uznajemy, że byli przedstawicielami epoki kamienia, i że nie osiągnęli epoki brązu.
Rzeźba często przedstawiała ludzi z celowymi (?) deformacjami czaszki. Ceramika była wykonana w kremowym kolorze z ornamentem w barwie czarnej, czerwonej i białej.

## Historia polityczna
W 1458 Huastekowie zostali pokonani przez Azteków, którym od tego czasu musieli płacić trybut, zachowali przy tym duży zakres autonomii. Kres jakiejkolwiek samodzielności Huasteków położyli Hiszpanie, którzy najechali ich kraj w 1521. Wojownicy Huasteków uczestniczyli w walkach, jakie wywiązały się między poszczególnymi przywódcami hiszpańskich konkwistadorów, wśród których wyróżniali się Francisco de Garay, Nuño Beltrán de Guzmán i Hernán Cortés. Po nieudanej rebelii, Cortés wysłał przeciwko Huastekom hiszpańsko-indiańską armię pod dowództwem Gonzalo de Sandovala. Składała się ona m.in. z 15 000 mieszkańców Texcoco, pod dowództwem Yyontzina, 15 000 Azteków, którymi dowodził bratanek Cuauhtémoca i 8000 Tlaxcallan. Po dwóch bitwach odzyskali oni kontrolę nad krajem Huasteków i – podzieleni na trzy grupy – rozpoczęli plądrowanie podbitego regionu. Huasteccy władcy i arystokraci zostali uwięzieni, osądzeni i straceni poprzez spalenie na stosie lub powieszenie. W rezultacie Huastecy zostali całkowicie pozbawieni przywódców, co rozpoczęło rozpad ich społeczeństwa.